# 30-30 Club
Der 30-30 Club ist eine Gruppe von Baseballspielern der Major League Baseball, die es geschafft haben, innerhalb einer Saison 30 Home Runs und 30 Stolen Bases zu erreichen. Die „Aufnahme“ in diesen Club ist deshalb selten, da eine derartige Leistung in einer Saison die unübliche Kombination von Kraft und Geschwindigkeit eines Spielers impliziert.
Der 30-30 Club ist Teil der sogenannten Multiple Stat Clubs der MLB. Während es bereits mehrere Spieler in den 30-30 Club geschafft haben, gibt es nur sechs Spieler, die der nächsten Stufe, dem 40-40 Club, angehören. Shohei Ohtani wurde in der Saison 2024 das erste und bisher einzige Mitglied des 50-50-Clubs.

## Mitglieder im 30-30 Club
| Name                      | Team                              | Jahr | HR | SB |
| ------------------------- | --------------------------------- | ---- | -- | -- |
| Ken Williams              | St. Louis Browns                  | 1922 | 39 | 37 |
| Willie Mays               | New York Giants                   | 1956 | 36 | 40 |
| Willie Mays (2)           | New York Giants                   | 1957 | 35 | 38 |
| Hank Aaron                | Milwaukee Braves                  | 1963 | 44 | 31 |
| Bobby Bonds               | San Francisco Giants              | 1969 | 32 | 45 |
| Tommy Harper              | Milwaukee Brewers                 | 1970 | 31 | 38 |
| Bobby Bonds (2)           | San Francisco Giants              | 1973 | 39 | 43 |
| Bobby Bonds (3)           | New York Yankees                  | 1975 | 32 | 30 |
| Bobby Bonds (4)           | California Angels                 | 1977 | 37 | 41 |
| Bobby Bonds (5)           | Chicago White Sox/Texas Rangers   | 1978 | 31 | 43 |
| Dale Murphy               | Atlanta Braves                    | 1983 | 36 | 30 |
| Joe Carter                | Cleveland Indians                 | 1987 | 32 | 31 |
| Éric Davis                | Cincinnati Reds                   | 1987 | 37 | 50 |
| Howard Johnson            | New York Mets                     | 1987 | 36 | 32 |
| Darryl Strawberry         | New York Mets                     | 1987 | 39 | 36 |
| José Canseco              | Oakland Athletics                 | 1988 | 42 | 40 |
| Howard Johnson (2)        | New York Mets                     | 1989 | 36 | 41 |
| Barry Bonds               | Pittsburgh Pirates                | 1990 | 33 | 52 |
| Ron Gant                  | Atlanta Braves                    | 1990 | 32 | 33 |
| Ron Gant (2)              | Atlanta Braves                    | 1991 | 32 | 34 |
| Howard Johnson (3)        | New York Mets                     | 1991 | 38 | 30 |
| Barry Bonds (2)           | Pittsburgh Pirates                | 1992 | 34 | 39 |
| Sammy Sosa                | Chicago Cubs                      | 1993 | 33 | 36 |
| Barry Bonds (3)           | San Francisco Giants              | 1995 | 33 | 31 |
| Sammy Sosa (2)            | Chicago Cubs                      | 1995 | 36 | 34 |
| Dante Bichette            | Colorado Rockies                  | 1996 | 31 | 31 |
| Barry Bonds (4)           | San Francisco Giants              | 1996 | 42 | 40 |
| Ellis Burks               | Colorado Rockies                  | 1996 | 40 | 32 |
| Barry Larkin              | Cincinnati Reds                   | 1996 | 33 | 36 |
| Jeff Bagwell              | Houston Astros                    | 1997 | 43 | 31 |
| Barry Bonds (5)           | San Francisco Giants              | 1997 | 40 | 37 |
| Raúl Mondesí              | Los Angeles Dodgers               | 1997 | 30 | 32 |
| Larry Walker              | Colorado Rockies                  | 1997 | 49 | 33 |
| Shawn Green               | Toronto Blue Jays                 | 1998 | 35 | 35 |
| Alex Rodríguez            | Seattle Mariners                  | 1998 | 42 | 46 |
| Jeff Bagwell (2)          | Houston Astros                    | 1999 | 42 | 30 |
| Raúl Mondesí (2)          | Los Angeles Dodgers               | 1999 | 33 | 36 |
| Preston Wilson            | Florida Marlins                   | 2000 | 31 | 36 |
| Bobby Abreu               | Philadelphia Phillies             | 2001 | 31 | 36 |
| Jose Cruz, Jr.            | Toronto Blue Jays                 | 2001 | 34 | 32 |
| Vladimir Guerrero Sr.     | Montreal Expos                    | 2001 | 34 | 37 |
| Vladimir Guerrero Sr. (2) | Montreal Expos                    | 2002 | 39 | 40 |
| Alfonso Soriano           | New York Yankees                  | 2002 | 39 | 41 |
| Alfonso Soriano (2)       | New York Yankees                  | 2003 | 38 | 35 |
| Bobby Abreu (2)           | Philadelphia Phillies             | 2004 | 30 | 40 |
| Carlos Beltrán            | Kansas City Royals/Houston Astros | 2004 | 38 | 42 |
| Alfonso Soriano (3)       | Texas Rangers                     | 2005 | 36 | 30 |
| Alfonso Soriano (4)       | Washington Nationals              | 2006 | 46 | 41 |
| David Wright              | New York Mets                     | 2007 | 30 | 34 |
| Jimmy Rollins             | Philadelphia Phillies             | 2007 | 30 | 41 |
| Brandon Phillips          | Cincinnati Reds                   | 2007 | 30 | 32 |
| Grady Sizemore            | Cleveland Indians                 | 2008 | 33 | 38 |
| Hanley Ramírez            | Florida Marlins                   | 2008 | 33 | 35 |
| Ian Kinsler               | Texas Rangers                     | 2009 | 31 | 30 |
| Matt Kemp                 | Los Angeles Dodgers               | 2011 | 39 | 40 |
| Ryan Braun                | Milwaukee Brewers                 | 2011 | 33 | 33 |
| Jacoby Ellsbury           | Boston Red Sox                    | 2011 | 32 | 39 |
| Ian Kinsler (2)           | Texas Rangers                     | 2011 | 32 | 30 |
| Ryan Braun (2)            | Milwaukee Brewers                 | 2012 | 41 | 30 |
| Mike Trout                | Los Angeles Angels                | 2012 | 30 | 49 |
| José Ramírez              | Cleveland Indians                 | 2018 | 39 | 34 |
| Mookie Betts              | Boston Red Sox                    | 2018 | 32 | 30 |
| Ronald Acuña Jr.          | Atlanta Braves                    | 2019 | 41 | 37 |
| Christian Yelich          | Milwaukee Brewers                 | 2019 | 44 | 30 |
| Cedric Mullins            | Baltimore Orioles                 | 2021 | 30 | 30 |
| Ronald Acuña Jr. (2)      | Atlanta Braves                    | 2023 | 41 | 73 |
| Julio Rodríguez           | Seattle Mariners                  | 2023 | 32 | 37 |
| Francisco Lindor          | New York Mets                     | 2023 | 31 | 31 |
| Bobby Witt Jr.            | Kansas City Royals                | 2023 | 30 | 49 |
| Shohei Ohtani             | Los Angeles Dodgers               | 2024 | 54 | 59 |
| José Ramírez (2)          | Cleveland Guardians               | 2024 | 39 | 41 |
| Bobby Witt Jr. (2)        | Kansas City Royals                | 2024 | 32 | 31 |

In Fettdruck die Spieler, die dem 40-40 Club angehören.